# Львівський технологічний ліцей
НВК «Школа комп'ютерних технологій - Львівський технологічний ліцей» — загальноосвітній навчальний заклад II-III ступенів, розташований в Галицькому районі міста Львова, неподалік історичного центру міста.

## Історія
Триповерхова будівля Львівського технологічного ліцею, споруджена 1891 року за проєктом архітектора Альфреда Каменобродського у стилі історизму, як Єврейська промислова школа та державна школа імені Тадеуша Чацького. Для оздоблення фасадів використані елементи неоренесансу та необароко. На чільному фасаді збереглися три картуші із архітектурними зображенням гербів Львова австрійського періоду. 
На часі листопадових боїв 1918 року будівля школи був осередком опору українського війська в цій околиці. Тут розташовувалася пробоєва сотня, якою командував хорунжий Михайло Мінчак. Сотня забезпечувала оборону центру міста з північно-західного боку і здійснювала наступальні дії на Кортумівку та Клепарів. 
За радянських часів тут була середня школа № 11, від 1978 року — міжшкільний навчально-виробничий комбінат, а з 1990 року — навчально-технологічний центр учнівської молоді. Ухвалою сесії Львівської міської ради від 27 квітня 2017 року № 1885 було змінено назву закладу на навчально-виховний комплекс «Школа комп'ютерних технологій — Львівський технологічний ліцей». В ліцеї діє науково-дослідницька лабораторія, учні беруть участь в міжнародних конкурсах.
Будинок внесений до Реєстру пам'яток архітектури місцевого значення під охоронним № 1036-м.

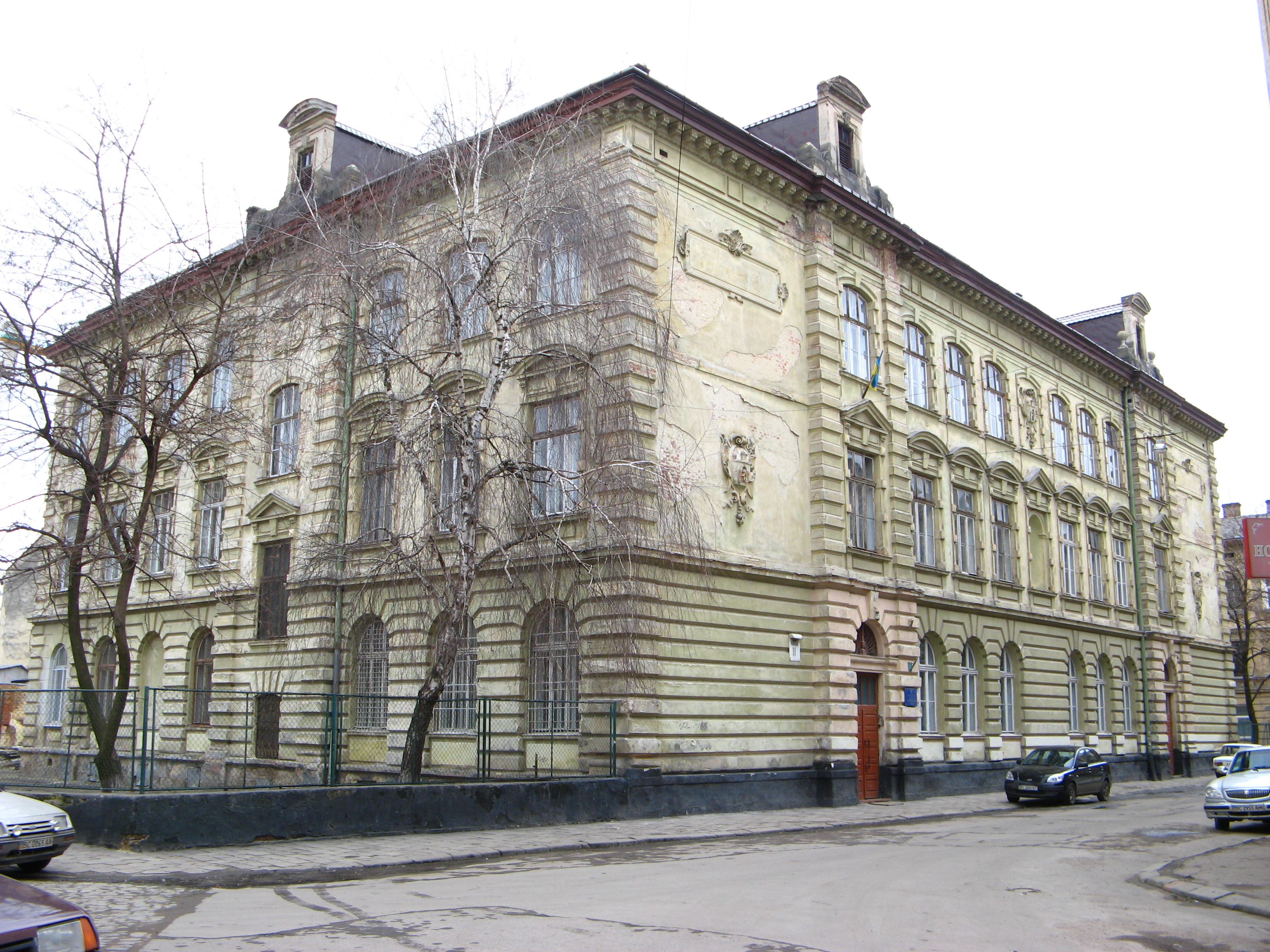
Колишня школа імені Тадеуша Чацького
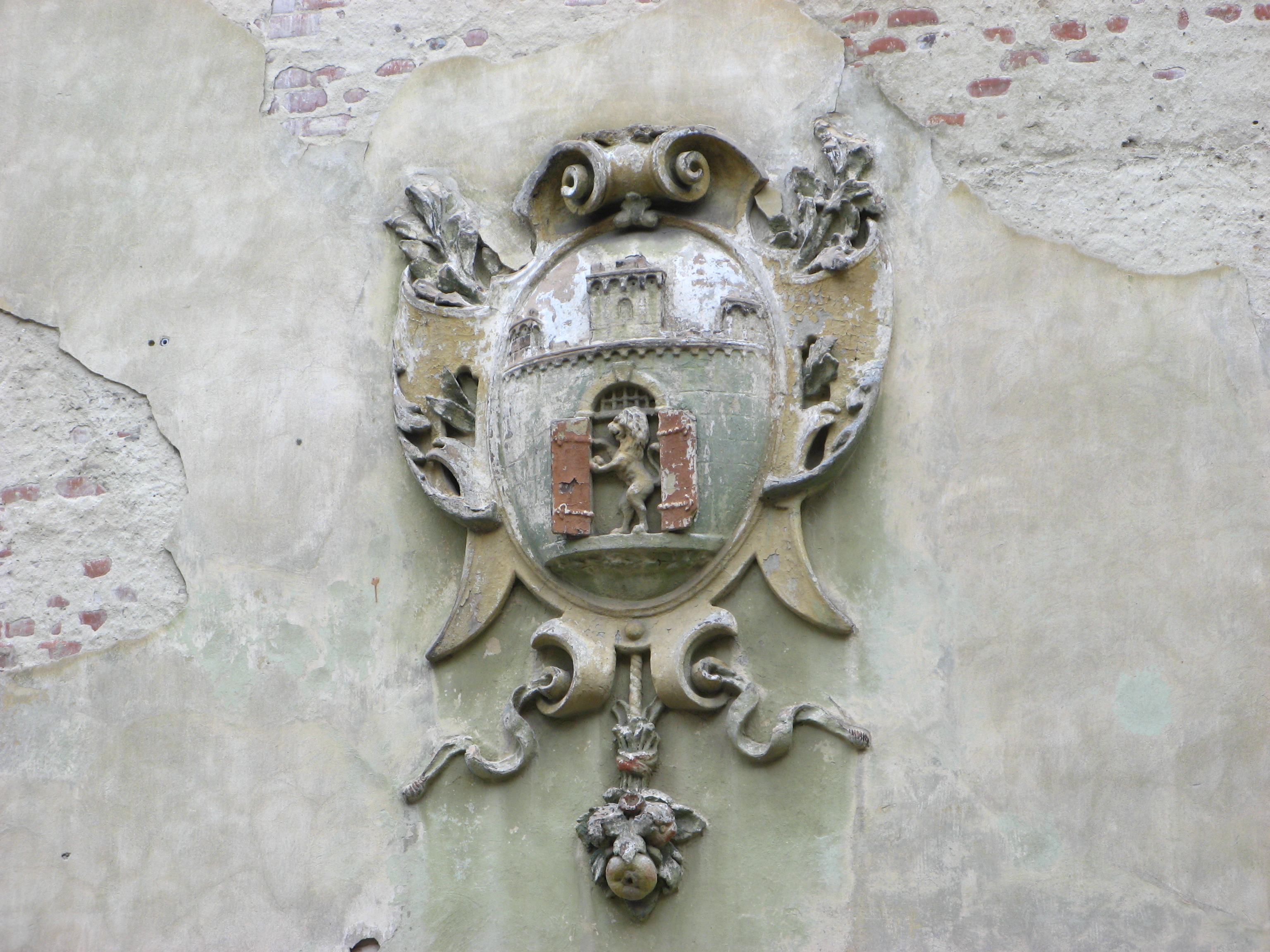
Картуш з гербом Львова на фасаді колишньої школи
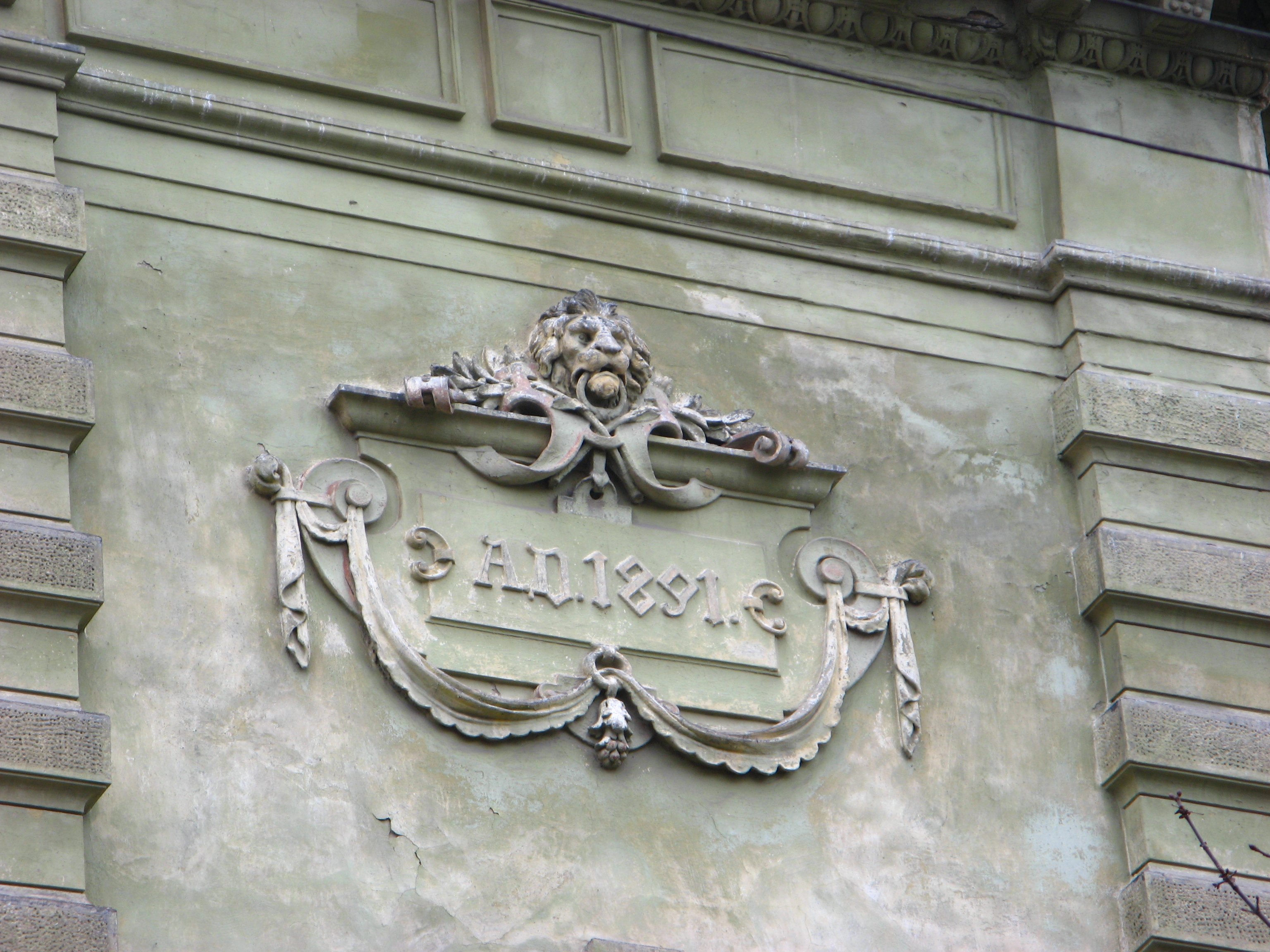
Ліпнина на бічному фасаді з роком побудови школи
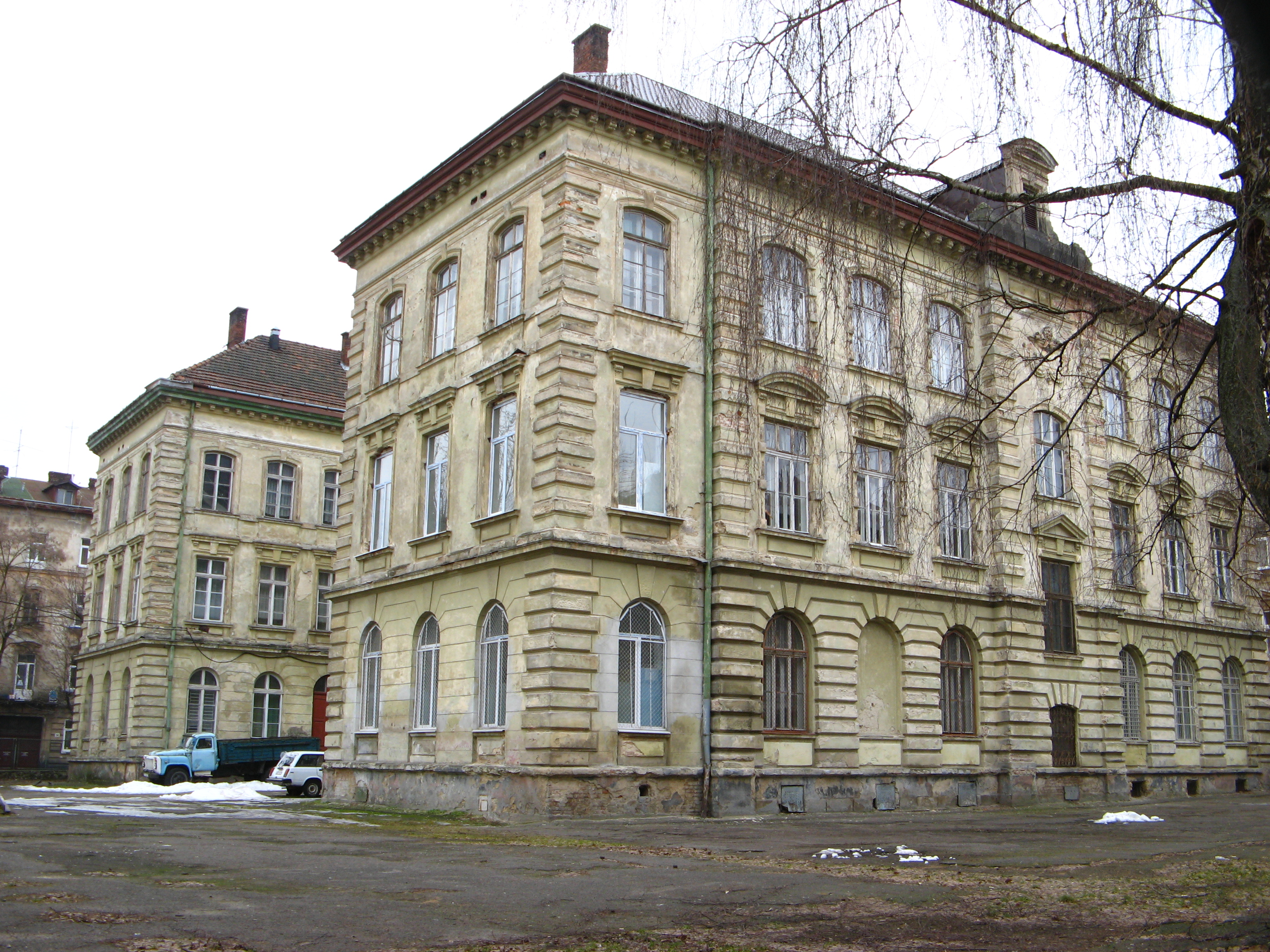
З тильного боку школи